# Kasipalayam (G)
Kasipalayam (G) è una suddivisione dell'India, classificata come town panchayat, di 8.483 abitanti, situata nel distretto di Erode, nello stato federato del Tamil Nadu. In base al numero di abitanti la città rientra nella classe V (da 5.000 a 9.999 persone).

## Geografia fisica
La città è situata a 11° 28' 25 N e 77° 23' 19 E.

## Società

### Evoluzione demografica
Al censimento del 2001 la popolazione di Kasipalayam (G) assommava a 8.483 persone, delle quali 4.325 maschi e 4.158 femmine. I bambini di età inferiore o uguale ai sei anni assommavano a 691, dei quali 370 maschi e 321 femmine. Infine, coloro che erano in grado di saper almeno leggere e scrivere erano 4.761, dei quali 2.826 maschi e 1.935 femmine.